# NGC 5187
NGC 5187 ist eine 13,7 mag helle Spiralgalaxie mit aktivem Galaxienkern vom Hubble-Typ Sb im Sternbild der Jagdhunde und etwa 322 Millionen Lichtjahre von der Milchstraße entfernt.
Sie wurde am 20. März 1787 von Wilhelm Herschel mit einem 18,7-Zoll-Spiegelteleskop entdeckt, der sie dabei mit „eF, vS“ beschrieb.